# Jan Szlązak
Jan Szlązak (ur. 5 listopada 1942 w Stanisławowie) – polski inżynier górnictwa i nauczyciel akademicki, profesor nauk technicznych, od 1997 do 2000 podsekretarz stanu w Ministerstwie Gospodarki.

## Życiorys
Absolwent Wydziału Górniczego Akademii Górniczo-Hutniczej w Krakowie z 1966 (specjalność: projektowanie i budowa zakładów górniczych). W 1981 obronił doktorat na podstawie pracy pt. „Wpływ uszczelniania chodników przyścianowych na przepływ powietrza przez strefę zawału”, zaś w 2000 habilitował się po obronie rozprawy pt. „Przepływ powietrza przez strefę zawału w świetle badań teoretycznych i eksperymentalnych”. 24 kwietnia 2012 uzyskał tytuł profesora nauk technicznych. Pracował jako wykładowca na Akademii Górniczo-Hutniczej i Politechnice Śląskiej (gdzie kierował Katedrą Zarządzania i Inżynierii Bezpieczeństwa i był wicedyrektorem Instytutu Eksploatacji Złóż Wydziału Górnictwa i Geologii). Specjalizował się m.in. w aerologii górniczej, zarządzaniu w górnictwie i bezpieczeństwie, opublikował ponad 100 prac naukowych i zgłosił kilka patentów.
Od 1966 pracował w Kopalni Węgla Kamiennego Bielszowice, gdzie przeszedł szczeble awansu zawodowego aż do dyrektora. Jednocześnie działał jako ratownik górniczy, dowodząc niektórymi akcjami. Od 1993 do 1997 zarządzał Rudzką Spółką Węglową i następnie Jastrzębską Spółką Węglową. Od 21 listopada 1997 do 15 maja 2000 pełnił funkcję wiceministra gospodarki w rządzie Jerzego Buzka, odpowiadając m.in. za restrukturyzację górnictwa. Później do 2002 pozostawał wiceprezesem Południowego Koncernu Energetycznego. Zaczął także prowadzić firmę doradczą.
W 2014 otrzymał Odznakę Honorową Zasłużonego dla Bezpieczeństwa w Górnictwie. 